# Angelos Basinas
Angelos Basinas (grec. Άγγελος Μπασινάς, ur. 3 stycznia 1976 w Spacie) – grecki piłkarz, defensywny pomocnik, reprezentant Grecji.
Basinas jest wychowankiem Panathinaikosu Ateny, w którym grał do 2006 roku, gdy to podczas zimowego okna transferowego podpisał kontrakt z RCD Mallorca, do którego przeszedł za darmo. W 2008 roku odszedł z Mallorki do AEK Ateny i w klubie tym spędził pół roku, a następnie przeszedł do angielskiego Portsmouth. 17 sierpnia 2010 przeszedł do AC Arles-Avignon podpisując z tym klubem roczny kontrakt. W 2011 roku zakończył karierę piłkarską.
Jego największym sukcesem w reprezentacji jest mistrzostwo Europy wywalczone z reprezentacją Grecji pod wodzą Otto Rehhagela w Portugalii w 2004 roku. Jest autorem bramki dla Grecji w meczu fazy grupowej Mistrzostw Europy 2004 w Portugalii, kiedy to przyszli mistrzowie wygrali z gospodarzami 2:1, a Basinas udanie wyegzekwował rzut karny.